# WWE United Kingdom Championship Special
Le United Kingdom Championship Special est un est une manifestation de catch (lutte professionnelle) produite par World Wrestling Entertainment (WWE), une fédération de catch Américaine, qui est visible sur le WWE Network. L'événement a eu lieu le 7 mai 2017 et à l'Epic Studios à Norwich dans le comté de Norfolk en Angleterre. Les participants sont les compétiteur de WWE 205 Live.

## Contexte
Les spectacles de la World Wrestling Entertainment (WWE) sont constitués de matchs aux résultats prédéterminés par les scénaristes de la WWE. Ces rencontres sont justifiées par des storylines – une rivalité avec un catcheur, la plupart du temps – ou par des qualifications survenues dans les shows de la WWE telles que Raw, SmackDown, Main Event, NXT, 205 Live. Tous les catcheurs possèdent un gimmick, c'est-à-dire qu'ils incarnent un personnage gentil (face) ou méchant (heel), qui évolue au fil des rencontres,.

## Résultats
| #                                                                          | Match                                                       | Stipulation(s)                                                                      | Temps |
| -------------------------------------------------------------------------- | ----------------------------------------------------------- | ----------------------------------------------------------------------------------- | ----- |
| 1                                                                          | Wolfgang bat Joseph Conners                                 | Match simple                                                                        | 11:00 |
| 2                                                                          | The Brian Kendrick et TJP battent Rich Swann et Dan Moloney | Tag Team match                                                                      | 11:30 |
| 3                                                                          | Pete Dunne bat Trent Seven                                  | Match simple pour déterminer l'aspirant numéro 1 au WWE United Kingdom Championship | 15:55 |
| 4                                                                          | Tyler Bate (c) bat Mark Andrews                             | Match simple pour le WWE United Kingdom Championship                                | 24:20 |
| (c) – désigne le(s) champion(s) défendant son/leurs titre(s) dans le match |                                                             |                                                                                     |       |